# Alice Decaux
Alice Decaux, née le 10 avril 1985 à Abidjan, est une athlète française spécialiste du 60 mètres haies et du 100 mètres haies.

## Carrière
Elle est éliminée en demi-finales du 60 mètres haies des Mondiaux de Doha le samedi 13 mars 2010, finissant 8e et dernière avec un temps de 8 s 23.
 Un an plus tard, elle semble avoir franchi un cap en réalisant 7 s 97 en finale des championnats de France en salle, ce qui fait d'elle une sérieuse candidate au podium des Championnats d'Europe en salle 2011 à Paris, en France.
Mais le 4 mars 2011, au Palais omnisports de Paris-Bercy, elle échoue en demi-finale du 60 mètres haies, la faute à une chute sur la cinquième et dernière haie, alors qu'elle était plutôt bien partie.
En 2012, elle n'est plus coachée par l'ancienne championne française de la discipline Patricia Girard. 
En 2013, elle améliore encore son record personnel le 13 juillet à l'occasion des  Championnats de France en 12 s 70. Cependant quelques jours plus tard elle est déclarée positive aux amphétamines, à la suite d'un contrôle réalisé le 23 juin lors des Championnats d'Europe d'athlétisme par équipes 2013. Elle est suspendue six mois par l'IAAF et donc exclue de la délégation française pour les mondiaux de Moscou.

## Palmarès

### National
- Championne de France du 60 mètres haies en 2010 (8 s 06) et 2011 (7 s 97)
- 3e des Championnats de France du 60 mètres haies en 2009
- 3e des Championnats de France du 60 mètres haies en 2007 à Aubière (Clermont- ferrand)
- 3e des Championnats de France du 100 mètres haies en 2008 à Albi (13 s 28)
- 1e des Championnats de France du 100 mètres haies en 2012 à Angers (12 s 88)
- 2e des Championnats de France du 100 mètres haies en 2013 à Paris (12 s 70)[3]

### Records personnels
- 60 mètres haies (en salle) : 7 s 97 à Aubière le 19 février 2011 lors des Championnats de France en salle
- 100 mètres haies (plein air) : 12 s 70 à Paris le 13 juillet 2013 lors des Championnats de France.